# Karl Friedrich von Schäffer (Mediziner)
Karl Friedrich von Schäffer (* 10. April 1808 in Stuttgart; † 17. April 1888 in Cannstatt bei Stuttgart) war ein deutscher Arzt und Mäzen. Von 1838 bis 1874 war er ärztlicher Direktor der Königlichen (Irren-)Pflegeanstalt in Zwiefalten.

## Leben und Wirken
Karl Friedrich von Schäffer wurde am 10. April 1808 als Sohn des Hutstaffiers Carl Friedrich Schäffer (1773–1846) und seiner Frau Johanna Catharine Dorothea, geb. Steinhardt (1788–1873), in Stuttgart geboren. Nach dem Besuch des Gymnasiums in Stuttgart studierte er von 1826 bis 1830 Medizin an der Eberhard Karls Universität Tübingen und wurde dort mit einer Arbeit zum Thema Die Leberprobe, eine Bestätigung der Lungenprobe in medizinisch-forensischer  Beziehung oder Untersuchungen über ein neues Kriterium zur Entscheidung über das Gelebt- oder  Nichtgelebthaben eines neugeborenen Kindes promoviert. Bereits während seines Studiums hatte er sich mit dem Gebiet der Psychiatrie beschäftigt. In den Jahren 1831 und 1832 unternahm er ausgedehnte Studienreisen nach England und Frankreich und informierte sich an verschiedenen Orten in Deutschland über den damaligen Stand der Psychiatrie in einzelnen Anstalten. Anschließend praktizierte er einige Jahre als Arzt in Stuttgart. 1838 wurde er (mit dem Titel eines Hofrats) zum Leiter der „Königlich Württembergischen Irrenanstalt“ in Zwiefalten ernannt. 1874 trat er in den Ruhestand und lebte bis zu seinem Tod in Cannstatt bei Stuttgart. Neben seiner mit großer Hingabe und Sorgfalt betriebenen ärztlichen Tätigkeit widmete sich Schäffer der Botanik und Numismatik und trug im Laufe seines Lebens hierzu große Sammlungen zusammen. Seine umfangreiche Privatbibliothek sowie seine Münz- und Farnsammlung vermachte er der Universitätsbibliothek Tübingen. Schäffer blieb unverheiratet. Sein Grab auf dem Steigfriedhof in Bad Cannstatt ist nicht erhalten.
Schäffers Privatbibliothek, die 1183 Werke aus den Bereichen Medizin, Allgemeine Naturwissenschaft, Botanik, Mathematik, Geschichte, Geographie und Philologie umfasst, befindet sich im Besitz der Universitätsbibliothek Tübingen. Hierzu gehört auch eine größere Sammlung von Porträtgraphik. Seine etwa 3000 Stücke umfassende numismatische Sammlung, vor allem mit wertvollen Münzen aus dem antiken Griechenland, gehört zusammen mit der begleitenden Korrespondenz zur Münzsammlung des Instituts für Klassische Archäologie der Universität Tübingen. Die von ihm zusammengetragene Farnsammlung befindet sich im Herbarium der Universität Tübingen.

## Auszeichnungen
- 1853: Ritterkreuz des württembergischen Kronordens (verbunden mit der Verleihung des Personaladels).
- 1869: Comthurkreuz  II. Classe des Friedrichsordens.
- 1874: Comthurkreuz II. Classe des Kronordens.